# Cotu Lung
Cotu Lung – wieś w Rumunii, w okręgu Braiła, w gminie Siliștea. W 2011 roku liczyła 221 mieszkańców.